# Лопасня ВМ
Лопа́сня ВМ — вездеход-амфибия на шинах сверхнизкого давления, производился «Ассоциацией Арктиктранс» в 2004—2005 г. Индекс «ВМ» вездеход получил в честь главного конструктора — Виталия Мазуркевича.

## Особенности конструкции
Вездеход имеет необычную конструкцию: блокировку дифференциалов с понижающей передачей только для двух передних осей. Это объясняется тем, что демультипликатор в трансмиссии нужен не для редукции, а для перераспределения крутящего момента между осями, при выходе из воды на лёд или крутой берег. Рессорная передняя подвеска снижает риск повреждений при наезде на препятствия. Расположение двигателя в средней части машины обеспечивает равномерную развесовку по осям. Благодаря полному отсутствию свесов и трём осям вездеход обладает очень хорошей геометрической проходимостью. Это позволяет ему преодолевать вертикальную стенку высотой до 120 см. Большинство узлов и агрегатов Лопасни ВМ (как и у большинства аналогочных мелкосерийно выпускаемых вездеходов) изготовлены с использованием деталей от серийных автомобилей, что обеспечивает простоту в эксплуатации, облегчает техническое обслуживание и ремонт.

## Технические характеристики
- Преодолеваемая стенка, мм : 1200[1]
- Шины : 1310х535-20", камерные, сверхнизкого давления;
- Давление в шинах, атм. : 0,18—0,3
- Передняя подвеска : независимая рессорная
- Средняя подвеска : независимая пружинная на поперечных рычагах
- Задняя подвеска : независимая пружинная на поперечных рычагах
- Привод : постоянный полный с возможностью перераспределения момента между осями[2]

## Галерея

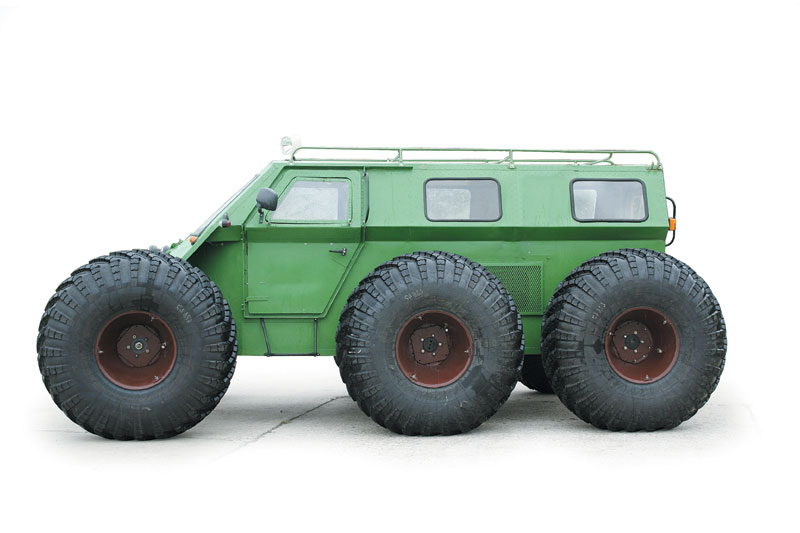
«Лопасня ВМ» обладает хорошей геометрической проходимостью
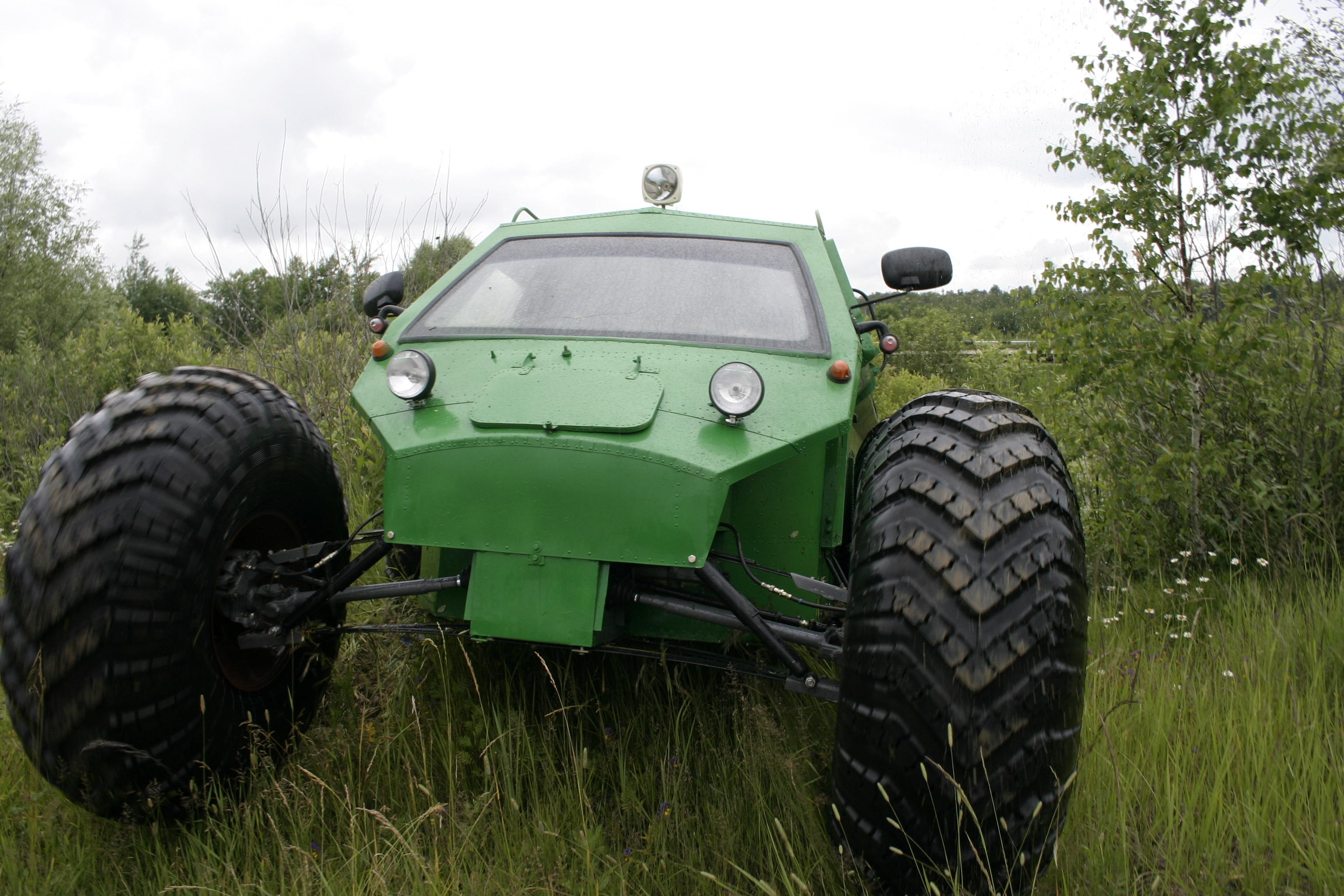
Передняя подвеска сделана на поперечных рессорах
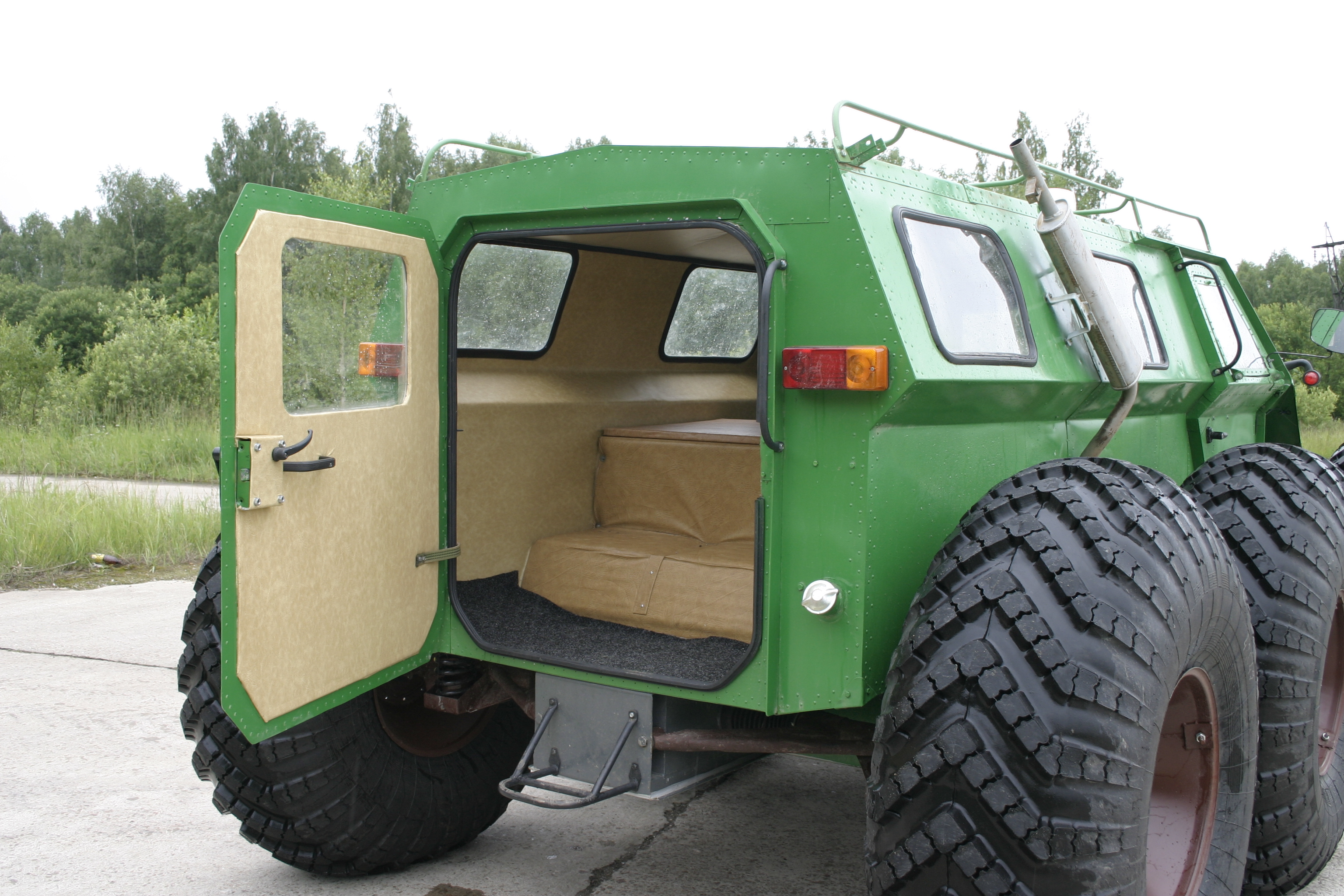
Кузов вездехода дюралевый, на заклёпках
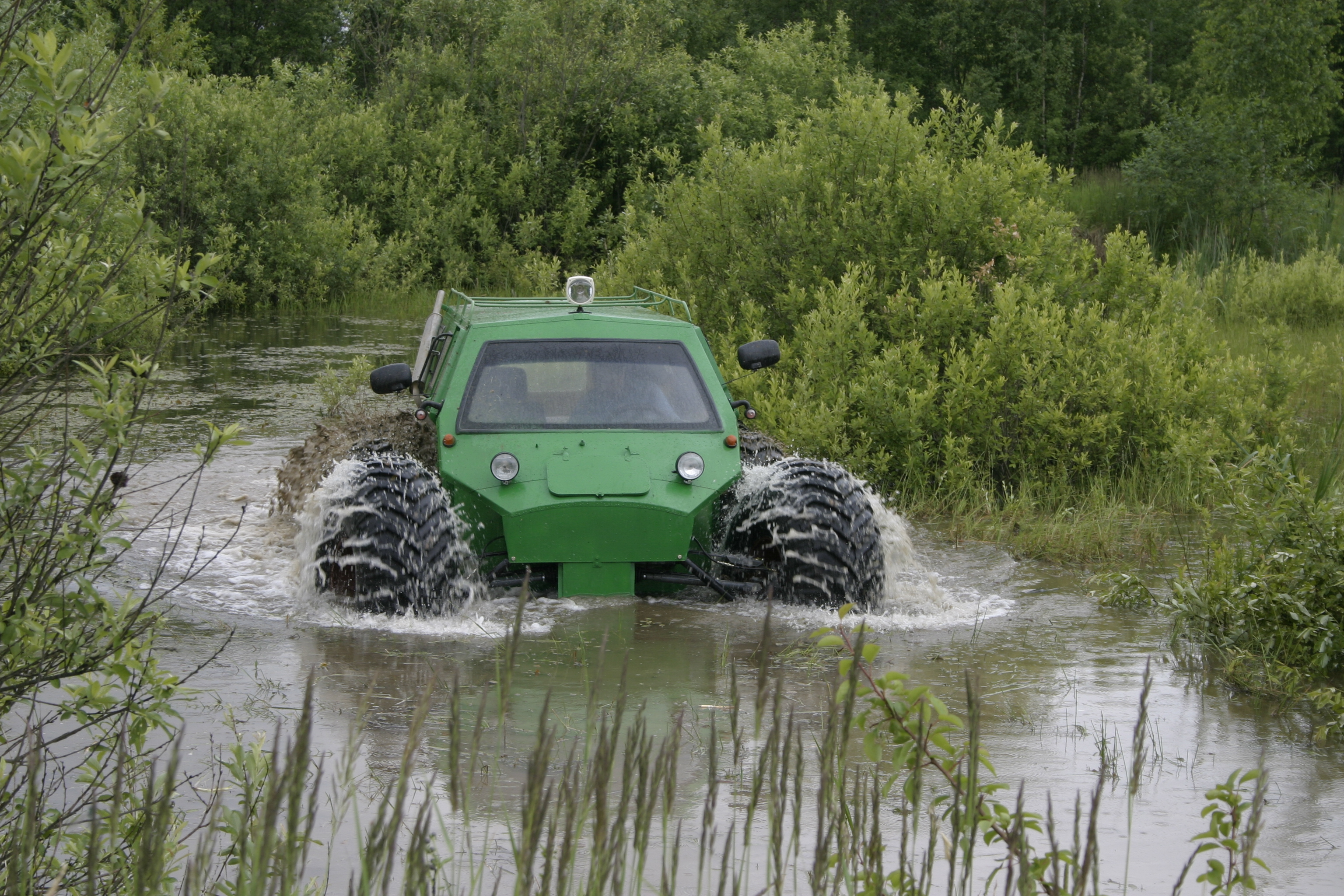
«Лопасня ВМ» на плаву
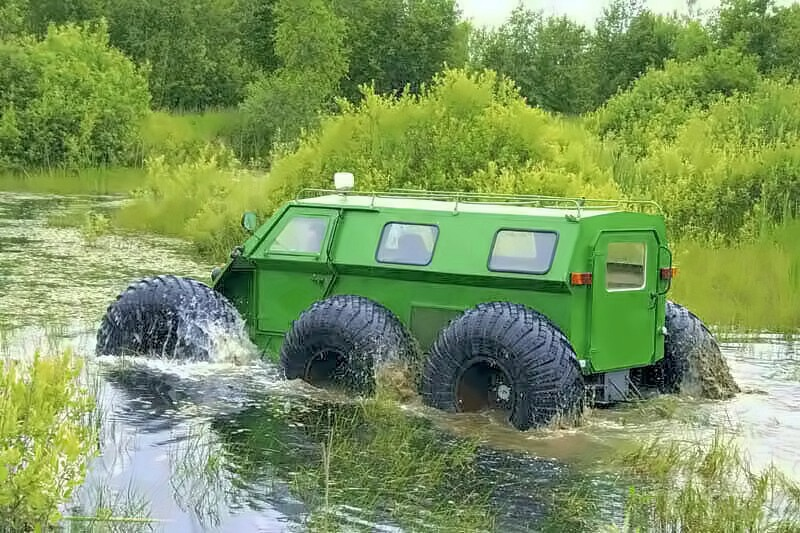
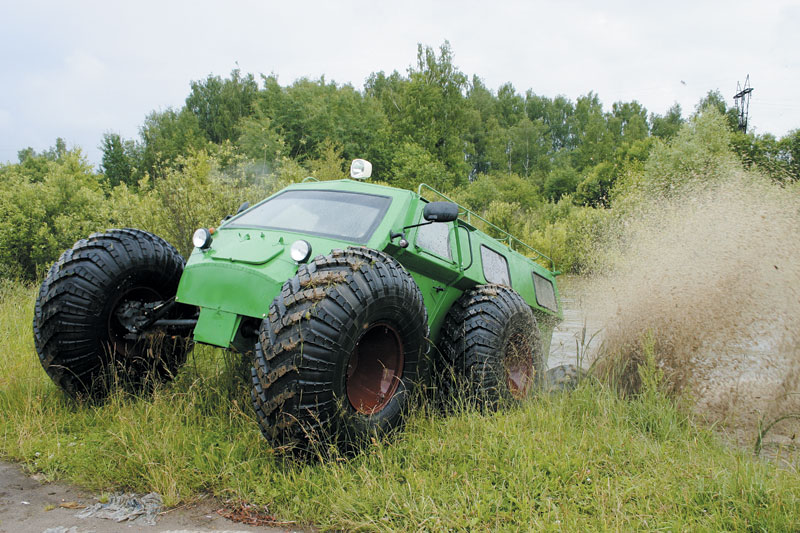
Ходы подвески